# UWC México 24
UWC México 24: Friday The 13th fue un evento de artes marciales mixtas producido por Ultimate Warrior Challenge México, que se llevó a cabo el 13 de noviembre de 2020 en el Entram Gym de Tijuana, Baja California, México.